# Красногородск
Красногородск (рус. Красногородск) насељено је место са административним статусом варошице (рус. посёлок городского типа) на крајњем западу европског дела Руске Федерације. Налази се у западном делу Псковске области и административно припада Красногородском рејону чији је уједно и административни центар.
Према проценама националне статистичке службе за 2016. у вароши је живело 3.721 становника, или нешто више од половине од укупне рејонске популације.
Статус насеља урбаног типа, односно варошице носи од 1967. године.

## Географија
Варошица Красногородск налази се у западном делу Псковске области, на подручју простране Псковске низије. Варошица се налази на око 120 километара јужно од административног центра области Пскова, и на неких тридесетак километара источније од града Опочке. Кроз насеље протиче река Сињаја, једна од значајнијих левих притока реке Великаје.

## Историја
Године 1464. на месту садашњег насеља подигнуто је мање утврђење чији је основни циљ била одбрана југозападне границе Псковске републике, посебно од стране витезова Ливонског реда. Утврђење је подигнуто на месту где се у Сињају уливала речица Смординка, а сама тврђава названа је Красни Городец (рус. Красный Городец). Ново дрвено утврђење било је заштићено земљаним бедемима који су се очували до данашњих дана. Унутар утврђења нису се налазиле стамбене зграде, а насеље које се убрзо развило на супротној обали реке добило је име по тврђави — Красниј город (рус. Красный город), или просто Красное или Красниј.
Године 1510. цело подручје улази у састав јединственог Руског царства. Током целог XVI и XVII века цело подручје је било местом сукоба руских и пољско-литванских војски. Тако је пољски цар Стефан Батори током похода на Псков 1581. до темеља спалио Красни Город, а број становника у насељу је пао на мање од стотину. Године 1607. у село упадају Литванци, а коначно цело подручје 1634. улази у састав Пољско-литванске уније. У границе руске државе Красни Город је враћен 1667. године сходно одредбама Андрусовског мировног споразума између руске и пољске државе. До краја 1699. утврђење на супротној обали је потпуно опустело и изгубило свој првобитни значај.
Према статистичким подацима из 1895. у Красном је живело 785 становника у 133 домаћинства. Од пописа из 1926. насеље се званично називало село Красноје. Статус градског насеља у рангу варошице има од 1967, а садашње име носи од 1995. године.

## Демографија
Према подацима са пописа становништва 2010. у вароши је живело 8.870 становника, док је према проценама националне статистичке службе за 2016. варошица имала 3.721 становника.
| 1939. | 1959. | 1970. | 1979. | 1989. | 2002. | 2010. | 2016. |
| ----- | ----- | ----- | ----- | ----- | ----- | ----- | ----- |
| 1.687 | 2.878 | 3.918 | 4.727 | 5.194 | 4.694 | 3.870 | 3.721 |